# Světýlko
Světýlko je jedním z časopisů, které vydává Junák – český skaut. Jeho cílovou skupinou jsou Vlčata a Světlušky, tedy děti ve věku 7–10 let.
První číslo časopisu vyšlo v únoru 1995. Za jeho vydáváním stáli budějovičtí skauti a Marie Petrmanová – Marika, která byla šéfredaktorkou až do roku 2005. V roce 2009 bylo vydávání časopisu obnoveno s novým šéfredaktorem Zdeňkem Chvalem.

## Cíle časopisu
Cílem časopisu je podpora výchovných nástrojů jako vlčci a světýlka, stezka/cestička, Závod vlčat a světlušek, a skautské metody, konkrétně slibu a zákona, rukodělky a hry a symbolický rámec.